# Comté de Gilpin
Pour les articles homonymes, voir Gilpin.
Le comté de Gilpin est situé dans le centre de l'État américain du Colorado. Son siège est à Central City ; l'autre municipalité du comté étant Black Hawk.
C'est l'un des deux plus petits comtés de l'État, avec une superficie de 389 km2, pour une population estimée en 2000 à 4 757 habitants, soit une densité de 12 habitants au km2.
Le comté en nommé en l'honneur du colonel William Gilpin, premier gouverneur du territoire du Colorado.
Il fait partie de la zone métropolitaine Denver-Aurora.

## Démographie
| 1920  | 1930  | 1940  | 1950  | 1960  | 1970  |
| ----- | ----- | ----- | ----- | ----- | ----- |
| 6 383 | 5 934 | 5 398 | 5 222 | 3 978 | 3 086 |

| 1980  | 1990  | 2000  | 2010  | - | - |
| ----- | ----- | ----- | ----- | - | - |
| 2 988 | 3 946 | 4 757 | 5 441 | - | - |